# جیمز آرنوت (بازیکن فوتبال)
جیمز آرنوت (انگلیسی: James Arnott; تاریخ ورودی نامعتبر است – تاریخ ورودی نامعتبر است) بازیکن فوتبال اهل بریتانیا بود.
از باشگاه‌هایی که در آن بازی کرده‌است می‌توان به باشگاه فوتبال برنلی اشاره کرد.